# Desmognathus quadramaculatus
Desmognathus quadramaculatus là một loài kỳ giông trong họ Plethodontidae. Chúng là loài đặc hữu của Hoa Kỳ.
Các môi trường sống tự nhiên của chúng là sông, sông có nước theo mùa, và suối nước ngọt. Loài này đang bị đe dọa do mất môi trường sống.

## Hình ảnh

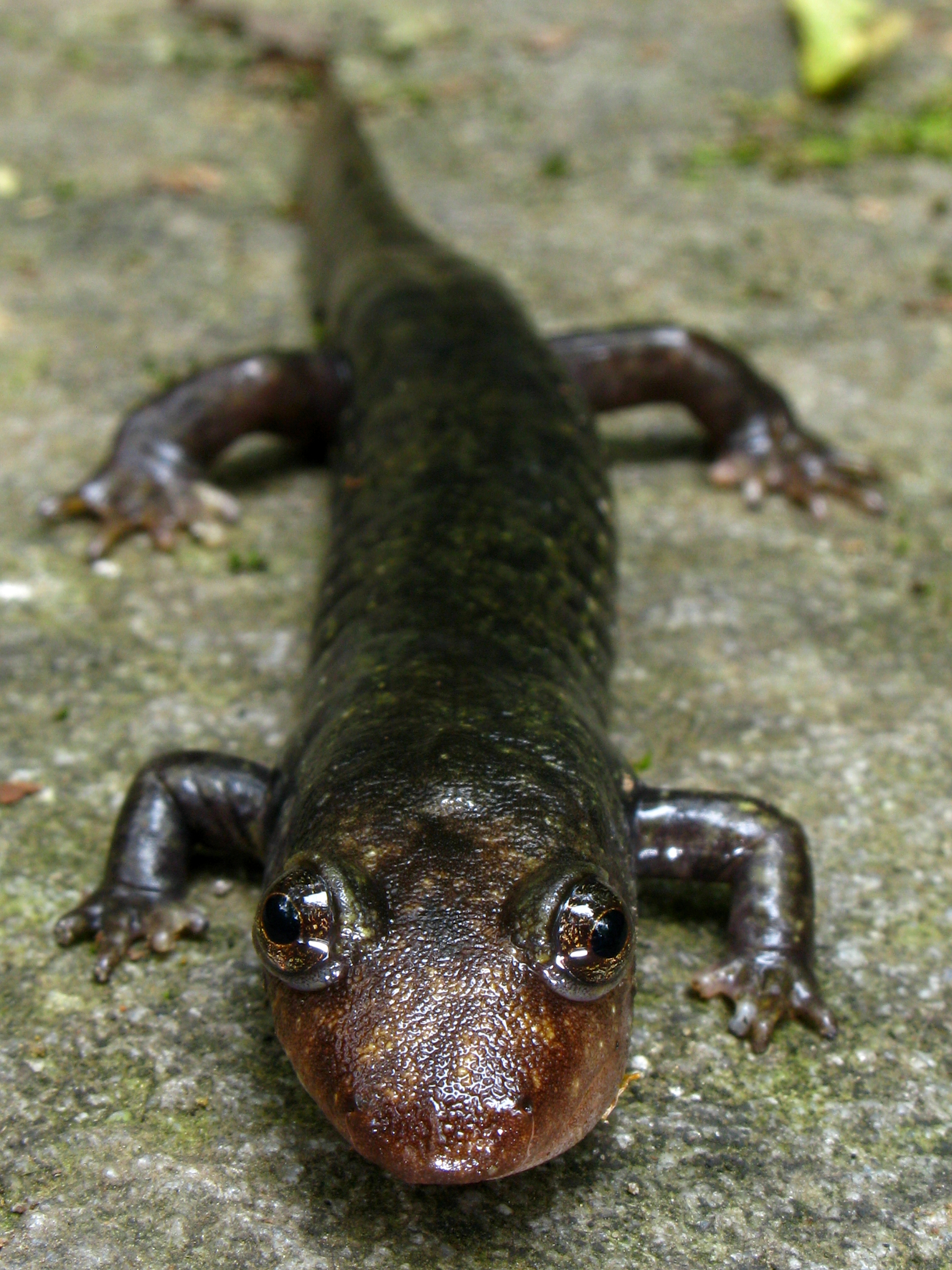